# Viola Amherd
Viola Patricia Amherd (Briga-Glis, 7 giugno 1962) è una politica svizzera, ex consigliera federale e presidente della Confederazione svizzera nel 2024.
Eletta come consigliera federale dall'assemblea federale il 5 dicembre 2018, dal 1º gennaio 2019 al 1° aprile 2025, Amherd ha diretto il dipartimento della Difesa svizzero, prima donna a ricoprire questo incarico.

## Biografia
Viola Amherd si è diplomata al liceo di Briga con una maturità letteraria di tipo B (con latino) nel 1982. Dal 1982 al 1987 ha studiato giurisprudenza all'Università di Friburgo e nel 1987 ha conseguito la licenza in avvocatura e notariato. Ha quindi svolto uno stage come avvocato e notaio a Briga-Glis fino al 1990. Nel 1990 ha conseguito il diploma di notaio del Canton Vallese e nel 1991 il diploma di avvocato e l'esame di avvocato del Canton Vallese. Dal 1991 esercita la libera professione di avvocato e notaio con studio a Brig-Glis e dal 1994 al 2006 come giudice a tempo parziale della Commissione federale di ricorso del personale. 
Viola Amherd è nubile e vive a Brig-Glis.

## Carriera politica
Dal 1992 al 1996 è stata membro del consiglio comunale di Brig-Glis (Stadtrat, ovvero membro esecutivo), dal 1996 al 2000 vicepresidente del consiglio comunale di Brig-Glis e dal 2000 al 2012 presidente del consiglio comunale di Brig- Glis. Eletta in rappresentanza del Canton Vallese, Viola Amherd è stata membro del Consiglio nazionale dal 31 maggio 2005 al 31 dicembre 2018.
Nella corsa alla successione del seggio in Consiglio federate annuncia la sua candidatura per succedere alla collega di partito e dimissionaria Doris Leuthard il 5 ottobre 2018. il 16 novembre Amherd e Heidi Z'graggen vengono presentate ufficialmente come candidate al consiglio federale da parte del partito popolare democratico svizzero (PPD). Il 5 dicembre 2019 viene eletta in Consiglio federale con 148 voti al primo scrutinio, accanto a Karin Keller-Sutter (PLR).
Il 10 dicembre 2018, il Consiglio federale ha annunciato che Amherd avrebbe diretto il Dipartimento federale della difesa, della protezione della popolazione e dello sport (DDPS) dal 1º gennaio 2019. Amherd è quindi la prima donna a capo del Ministero della Difesa svizzero.
Il 15 gennaio 2024 Amherd ha comunicato l'intenzione di dimettersi dal Consiglio federale entro la fine di marzo dello stesso anno.
Il 1° aprile lascia il posto al consigliere federale subentrante Martin Pfister.